# Cuphea loefgrenii
Cuphea loefgrenii är en fackelblomsväxtart som beskrevs av Bacigal.. Cuphea loefgrenii ingår i släktet blossblommor, och familjen fackelblomsväxter. Inga underarter finns listade i Catalogue of Life.